# Reyhaneh Parsa
Reyhaneh Parsa (Teheran, 20 febbraio 1999) è un'attrice iraniana.

## Biografia
Diplomata al conservatorio in arte drammatica,   nell'aprile 2009, Parsa è stata ospite del programma Khandvaneh. Il programma a cui ha partecipato con Sina Mehrad è diventato un record in termini di riflessione sui social network e numero di telespettatori di Telubion.  La prima apparizione di Parsa in un'intervista televisiva al programma Iranium è avvenuta nell'agosto 2016.